# الجهاز المركزي للمحاسبات (مصر)
الجهاز المركزي للمحاسبات هو هيئة حكومية مصرية مستقلة ذات شخصية اعتبارية عامة تتبع رئيس الجمهورية، ويهدف أساسًا إلى تحقيق الرقابة على أموال الدولة وأموال الشخصيات العامة الأخرى وغيرها من الأشخاص المنصوص عليها في قانون إنشاء الجهاز، كما يعاون مجلس النواب في القيام بمهامه في هذه الرقابة.
تأسس الجهاز سنة 1942 كأداة للتحكيم في المالية العامة، وسُمِيَ في الأصل «ديوان المحاسبة» ثمّ غُـيِـرَ اسمه عام 1964.
يُشرف الجهاز على الرقابة المالية بعد الصرف على الجهات والإدارات الحكومية وشركات القطاع العام وقطاع الأعمال العام وجميع الشركات التي تساهم بها الدولة والجمعيات الأهلية والجمعيات التعاونية، ويُقدّم تقريراته لرئاسة الجمهورية.

## التشريعات المنظمة
- قانون رقم 52 لسنة 1942 بإنشاء ديوان المحاسبة.[2]
- قانون رقم 230 لسنة 1960 بشأن ديوان المحاسبات.[3]
- قانون رقم 167 لسنة 1961 بشأن تنظيم مراقبة حسابات المؤسسة العامة والشركات التي تساهم فيها.[4]
- قانون رقم 129 لسنة 1964 بشأن الجهاز المركزي للمحاسبات.[5]
- قرار رئيس الجمهورية رقم 3018 لسنة 1964 بتنظيمات بالجهاز المركزي للمحاسبات.[6]
- قانون رقم 44 لسنة 1965 بشأن تنظيم مراقبة حسابات المؤسسات والهيئات العامة والشركات والجمعيات والمنشآت التابعة لها.[7]
  - اللائحة التنفيذية:
    - قرار رئيس الجمهورية رقم 2405 لسنة 1966.[8]
    - قرار رئيس الجمهورية رقم 2268 لسنة 1969.[9]
- قانون رقم 28 لسنة 1966 بشأن مراقبي حسابات المؤسسات العامة والشركات التابعة لها.[10]
- قرار رئيس الجمهورية رقم 4723 لسنة 1966 في شأن اعتماد النظام المحاسبي الموحد.[11]
- قانون رقم 31 لسنة 1975 بشأن تنظيم علاقة الجهاز المركزي للمحاسبات بمجلس الشعب.[12]
- قانون رقم 144 لسنة 1988 بشأن إصدار قانون الجهاز المركزي للمحاسبات.[13][14]
  - التعديلات:
    - قانون رقم 157 لسنة 1998.[15]

## أهداف الجهاز ووظائفه والجهات الخاضعة لرقابته
يمارس الجهاز أنواع الرقابة الأتية:
- الرقابة المالية بشقيها المحاسبي والقانوني.
- الرقابة على الأداء ومتابعة تنفيذ الخطة.
- الرقابة القانونية على القرارات الصادرة في شأن المخالفات المالية.

يباشر الجهاز اختصاصاته بالنسبة للجهات الآتية:
- الوحدات التي يتألف منها الجهاز الإداري للدولة، ووحدات الحكم المحلى.
- الهيئات العامة والمؤسسات العامة وهيئات القطاع العام وشركاته والمنشآت والجمعيات التعاونية التابعة لأي منها في الأنشطة المختلفة بكافة مستوياتها طبقا للقوانين الخاصة بكل منها.
- الشركات غير شركات القطاع العام والتي يساهم فيها شخص عام أو شركة من شركات القطاع العام أو مَصْرِف من مصارف القطاع العام بما لا يقل عن 25% من رأسمالها.
- النقابات والاتحادات المهنية والعمالية
- الأحزاب السياسية والمؤسسات الصحفية القومية والصحف الحزبية.
- الجهات التي تنص قوانينها على خضوعها لرقابة الجهاز.
- أي جهه أخرى تقوم الدولة بإعانتها مثل الجمعيات الأهلية أو ضمان حد أدنى للربح لها أو ينص القانون على اعتبار أموالها من الأموال المملوكة للدولة.

يختص الجهاز أيضا بفحص ومراجعة أعمال وحسابات أي جهه يعهد إليه بمراجعتها أو فحصها من رئيس الجمهورية أو مجلس الشعب أو رئيس مجلس الوزراء ويبلغ الجهاز نتيجة فحصه إلى الجهات طالبة الفحص.
ولمجلس الشعب أن يكلف الجهاز المركزي للمحاسبات بفحص نشاط احدي المصالح الإدارية أو أي جهاز تنفيذي أو إداري أو إحدى الهيئات أو المؤسسات
العامة أو إحدى شركات القطاع العام أو الجمعيات التعاونية أو المنظمات الجماهيرية التي تخضع لإشراف الدولة أو أي مشروع من المشروعات التي تسهم
فيها الدولة أو تتولى فيها الدولة أو تتولى إعانتها أو تضمن حدا أدنى لأرباحها أو أي مشروع يقوم على التزام بمرفق عام أو أي عملية أو نشاط تقوم به إحدى هذه الجهات ويتولى الجهاز إعداد تقارير خاصة عن المهام التي كلفه بها المجلس متضمنة حقيقة الأوضاع المالية والاقتصادية التي تناولها الفحص. كما يجوز للمجلس أن يكلف الجهاز بإعداد تقارير عن نتائج متابعته لتنفيذ الخطة وما تم تحقيقه من أهدافها وان يطلب منه إبداء الرأي في تقارير المتابعة التي تعدها وزارة التخطيط.

## رؤساء الجهاز
| #  | الرئيس                 | بداية الفترة | نهاية الفترة |
| -- | ---------------------- | ------------ | ------------ |
| 1  | أمين عثمان باشا        | 1942         | 1943         |
| 2  | كامل صدقي باشا         | 1943         | 1945         |
| 3  | محمد بهي الدين بركات   | 1945         | 1949         |
| 4  | محمود محمد محمود       | 1949         | 1950         |
| 5  | أحمد محمد إبراهيم باشا | 1950         | 1954         |
| 6  | محمد توفيق يونس        | 1954         | 1964         |
| 7  | زكريا محي الدين        | 1964         | 1965         |
| 8  | حسين الشافعي           | 1965         | 1971         |
| 9  | محمد صدقي سليمان       | 1971         | 1978         |
| 10 | سمير حلمي إبراهيم      | 1978         | 1981         |
| 11 | عاطف صدقي              | 1981         | 1986         |
| 12 | محمد عادل أحمد حسن     | 1987         | 1989         |
| 13 | فخري عباس رمضان        | 1989         | 1997         |
| 14 | شوقي خاطر              | 1997         | 1999         |
| 15 | جودت الملط             | 1999         | 2011         |
| 15 | منيرة عبد الهادي       | 2011         | 2012         |
| 16 | هشام جنينة             | 2012         | 2016         |
| 17 | هشام بدوي              | 2016         | حتى الآن     |